# Hans Weinberger
Hans F. Weinberger (Viena, 27 de setembro de 1928) é um matemático austro-estadunidense.
Conhecido por suas contribuições em equações diferenciais parciais e mecânica dos fluidos.
Obteve o mestrado em física no Instituto de Tecnologia Carnegie (1948), onde também obteve o doutorado (1950), com a tese Fourier Transforms of Moebius Series, orientado por Richard Duffin. Trabalhou então no instituto de dinâmica dos fluidos da Universidade de Maryland (1950 a 1960), e como professor da Universidade de Minnesota (1961 a 1998), onde foi chefe do departamento (1967 a 1969), sendo agora professor emérito (1998).

## Livros
- A First Course in Partial Differential Equations (Dover, 1995)
- Maximum Principles in Differential Equations (Prentice-Hall, 1967; Springer, 1985) com Murray Harold Protter
- Variational Methods for Eigenvalue Approximation, C.B.M.S. Regional Conference Series in Applied Mathematics #15, S.I.A.M., Philadelphia, 1974